# Batman v Superman: Świt sprawiedliwości
Batman v Superman: Świt Sprawiedliwości (ang. Batman v Superman: Dawn of Justice) – amerykański fantastycznonaukowy film akcji na podstawie komiksów o superbohaterach takich, jak Superman, Batman i Wonder Woman wydawnictwa DC Comics. Film jest kontynuacją Człowieka ze Stali z 2013, a zarazem jest drugą produkcją wchodzącą w skład franczyzy DC Extended Universe. Obraz wyreżyserował Zack Snyder, za scenariusz odpowiedzialni są Chris Terrio i David S. Goyer, zaś odtwórcami głównych ról są Henry Cavill, Ben Affleck, Gal Gadot, Amy Adams, Laurence Fishburne, Diane Lane, Jesse Eisenberg, Jeremy Irons i Holly Hunter.
Film został oficjalnie zapowiedziany na San Diego Comic-Conie w 2013 roku. Prace przedprodukcyjne rozpoczęły się w East Los Angeles College, natomiast główne zdjęcia ruszyły w maju 2014 w Detroit, w stanie Michigan. Światowa premiera filmu odbyła się 16 marca 2016 w Meksyku. W Polsce zadebiutował on 1 kwietnia tego samego roku.

## Obsada
| Rola                        | Aktor              | Polski dubbing        |
| --------------------------- | ------------------ | --------------------- |
| Clark Kent / Superman       | Henry Cavill       | Grzegorz Kwiecień     |
| Bruce Wayne / Batman        | Ben Affleck        | Jacek Rozenek         |
| Diana Prince / Wonder Woman | Gal Gadot          | Anna Sroka-Hryń       |
| Lois Lane                   | Amy Adams          | Bożena Furczyk        |
| Perry White                 | Laurence Fishburne | Andrzej Blumenfeld    |
| Martha Kent                 | Diane Lane         | Iwona Rulewicz        |
| Lex Luthor                  | Jesse Eisenberg    | Krzysztof Szczepaniak |
| Alfred Pennyworth           | Jeremy Irons       | Andrzej Chudy         |

Ponadto w filmie wystąpili: Ezra Miller jako Flash / Barry Allen, Ray Fisher jako Victor Stone / Cyborg, Jason Momoa jako Aquaman, Holly Hunter jako senator Finch, Tao Okamoto jako Mercy Graves, Callan Mulvey jako Anatolij Knaziew / KGBeast, Scoot McNairy jako Jimmy Olsen, Harry Lennix jako generał Swanwick oraz Jena Malone jako Barbara Gordon.

## Produkcja

### Rozwój projektu
Na odbywających się w Comic-Conie w San Diego Zack Snyder zapowiedział, że inspiracją dla fabuły mają być komiksy autorstwa Franka Millera, a zwłaszcza Batman: Powrót Mrocznego Rycerza (Batman: The Dark Knight Returns), jednak reżyser podkreślił wyraźnie, że film nie będzie adaptacją tej publikacji. Za scenariusz ma ponownie być odpowiedzialny David S. Goyer, który podpisał trzyletni kontrakt ze studiem Warner Bros. Jeszcze w lipcu tego roku David S. Goyer zapowiedział, że możliwym tytułem filmu będzie Superman vs. Batman albo też Batman vs. Superman. W grudniu 2013 ogłoszona wiadomość o zatrudnieniu scenarzysty Chrisa Terrio, by przepisał wcześniejszy skrypt Davida S. Goyera. Oficjalny tytuł filmu – Batman v Superman: Dawn of Justice został podany w maju 2014. Komentując tytuł reżyser podkreślił, iż „v” jest bardziej „subtelne” aniżeli „vs” („kontra”)
Muzykę do filmu skomponuje ponownie Hans Zimmer, aczkolwiek kompozytor wahał się z początku podjęcia tego zadania z uwagi na fakt, iż wcześniej był autorem ścieżki do trylogii filmów o Batmanie w reżyserii Christophera Nolana. Hans Zimmer zajmie się wyłącznie muzyką związaną z postacią Supermana, zaś za muzykę związaną z postacią Batmana odpowiedzialny będzie kompozytor Junkie XL.

### Casting

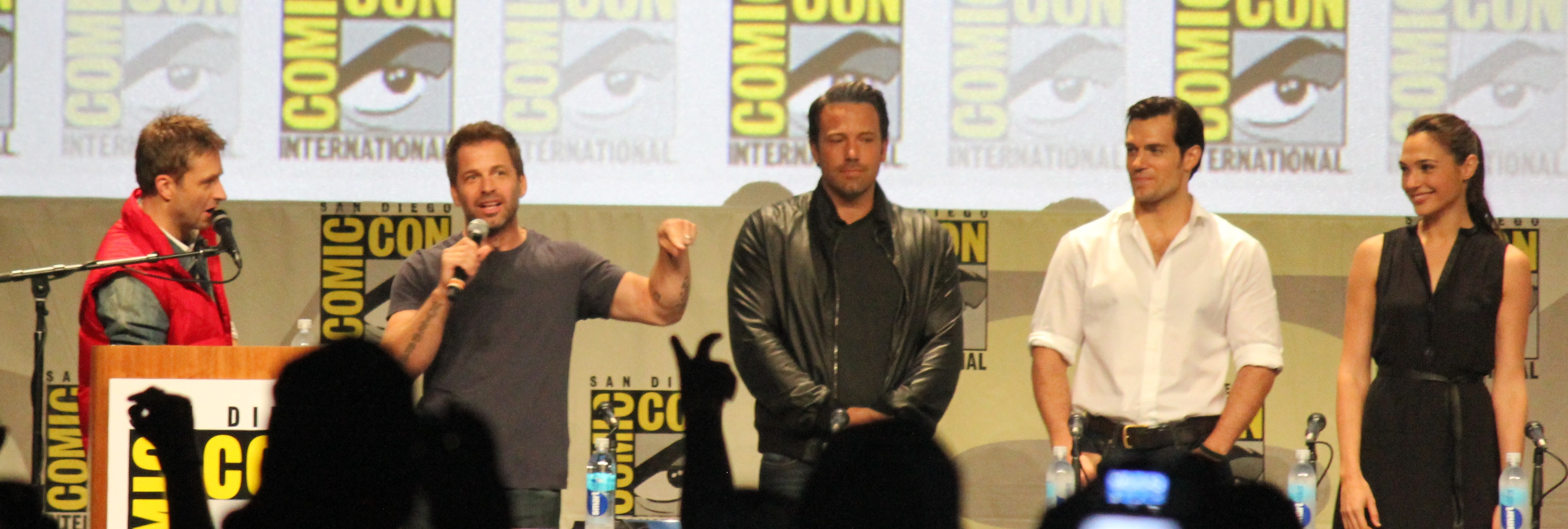
Od lewej: Chris Hardwick (gospodarz), Zack Snyder, Ben Affleck, Henry Cavill i Gal Gadot na Comic-Conie w 2014.

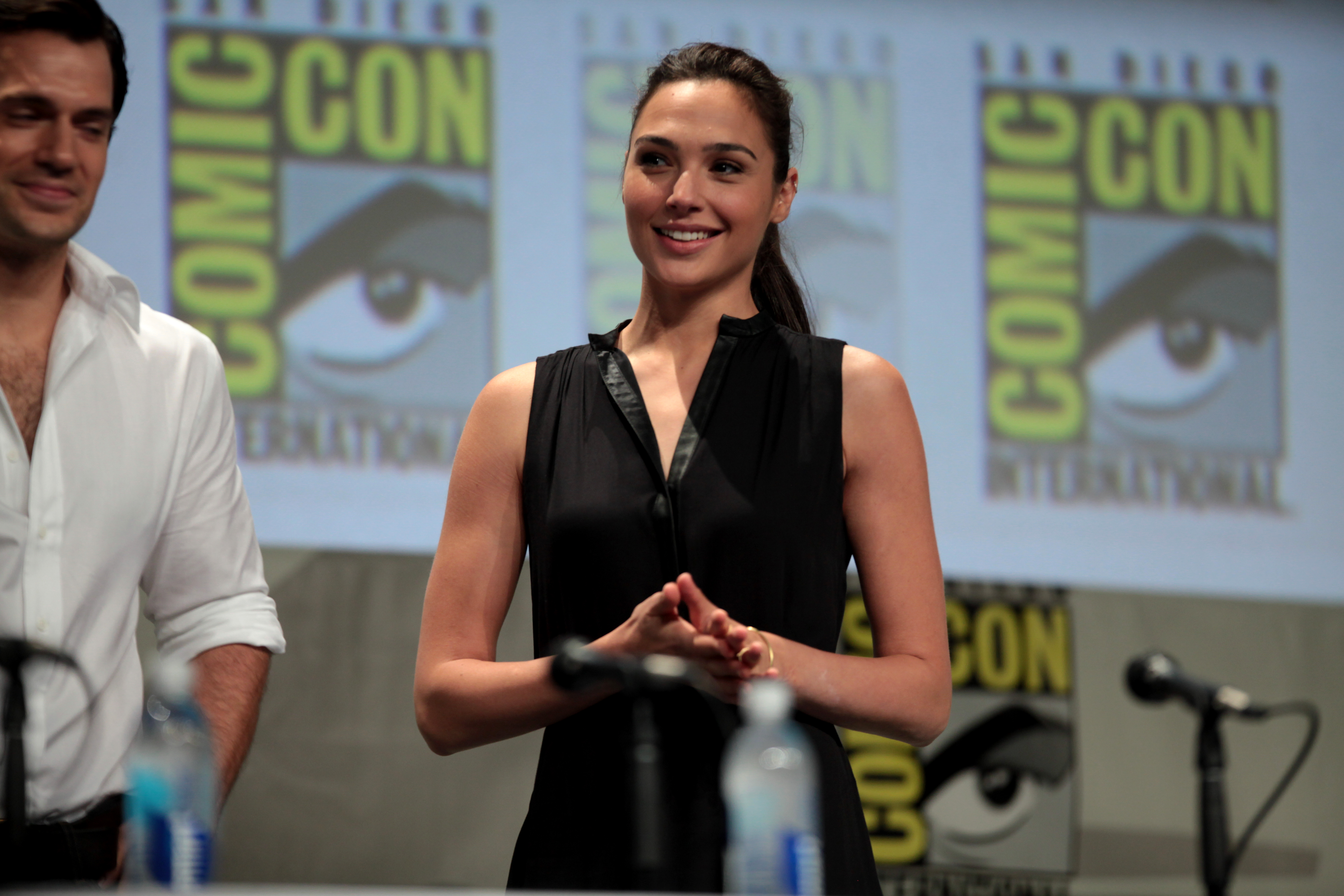
Gal Gadot (Comic-Con 2014)

Do swoich wcześniejszych ról powrócą: Henry Cavill (Superman), Amy Adams (Lois Lane), Laurence Fishburne (Perry White), Diane Lane (Martha Kent) i Harry Lennix (generał Swanwick). 22 sierpnia 2013 Warner Bros. oficjalnie ogłosiło, że odtwórcą roli Batmana został Ben Affleck, co spotkało się z krytyką ze strony części fanów tej postaci komiksowej. Jest to drugi film poświęcony tematyce superbohaterów, w którym występuje Ben Affleck, wcześniej był on odtwórcą tytułowej roli w filmie Daredevil z 2003 roku. Na początku grudnia 2013 oficjalnie ogłoszono obsadzenie w roli Wonder Woman izraelskiej aktorki Gal Gadot, co podobnie jak w przypadku wyboru Bena Afflecka na Batmana spotkało się nieprzychylną reakcją części fanów. W tym samym miesiącu pojawiła się pogłoski jakoby aktor Jason Momoa miałby wcielić się w rolę Aquamana, czemu sam aktor zaprzeczał. Angaż Momoi został ostatecznie potwierdzony w październiku 2014. 31 stycznia 2014 została podana informacja o obsadzeniu w roli złoczyńcy – Lexa Luthora aktora Jesse’ego Eisenberga, oraz w roli Alfreda Pennywortha aktora Jeremy’ego Ironsa. 3 marca studio ogłosiło obsadzenie kolejnych aktorów: Callana Mulveya, Holly Hunter i Tao Okamoto, którzy maja wcielić się w postacie stworzone specjalnie na potrzeby filmu. W czerwcu podano, iż aktor Scoot McNairy dołączył do obsady. W kwietniu ogłoszono obsadzenie aktora Raya Fishera w roli Cyborga. W październiku potwierdzono występ Jeny Malone, która była już wcześniej widywana na planie zdjęciowym (według niepotwierdzonych plotek ma ona się wcielić w postać Robina).
Oprócz Bena Afflecka kandydatem do roli Batmana był Josh Brolin, natomiast Olga Kurylenko była przymierzana do roli Wonder Woman, która ostatecznie przypadła Gal Gadot.

### Zdjęcia
We wrześniu ogłoszono, że Larry Fong zastąpi Amira M. Mokri na stanowisku operatora (Fong pracował już wcześniej ze Snyderem przy filmach 300, Watchmen: Strażnicy i Sucker Punch). 19 października 2013 roku rozpoczęły się wstępne zdjęcia w Los Angeles na Stadion Weingart należącym do East Los Angeles College, gdzie kręcono scenę meczu drużyn futbolowych z uniwersytetu Gotham City oraz Metropolis. Pod koniec 2013 do mediów trafiła informacja o ponownym wykorzystaniu pleneru, który służył w Człowiek ze stali jako farma Kentów. 19 maja 2014 ruszyły główne zdjęcia do filmu w Detroit i innych miejscach w Michigan, z czego wcześniej (16 maja) odbyły się zdjęcia z udziałem Gal Gadot jako księżniczki Diany. Dodatkowe zdjęcia rozpoczęły się w listopadzie 2014 w Chicago. Film kręcono również m.in. Michigan Motion Picture Studios, w Yorkville w stanie Illinois, Toronto i Nowym Meksyku. Planowane zdjęcia w Maroku zostały odwołane z powodu obaw przed szalejącą w Afryce Zachodniej epidemii Ebola, co zmusiło filmowców do przeniesienia ich do Nowego Meksyku. Niektóre sekwencje filmu m.in. scena śmierci rodziców Bruce’a Wayne’a zostały nakręcone przy użyciu wielkoformatowych kamer IMAX. Główne zdjęcia zostały zakończone w grudniu 2014.
17 kwietnia 2015 roku Warner Bros opublikowało oficjalny zwiastun widowiska, natomiast 22 kwietnia tego samego roku opublikowana została polska wersja zwiastuna.

## Premiera
W styczniu 2014 została oficjalnie podana wiadomość o przesunięciu daty premiery filmu z lipca 2015 na 6 maja 2016 roku, zaś w sierpniu tego samego roku ogłoszono ostateczną datę premiery – 25 marca 2016.

## Odbiór

### Box office
Budżet filmu jest szacowany na 250 milionów dolarów. W Stanach Zjednoczonych i Kanadzie film zarobił ponad 330 mln USD, a w innych krajach przychody wyniosły 543 mln dolarów; łączny przychód wyniósł blisko 874 miliony.

### Krytyka w mediach
Film spotkał się z negatywną reakcją krytyków. W serwisie Rotten Tomatoes 29% z 429 recenzji zostało uznane za pozytywne, a średnia ocen wystawionych na ich podstawie wyniosła 5,0 na 10. W agregatorze Metacritic średnia ważona ocen wystawionych na podstawie 51 recenzji wyniosła 44 na 100

### Nagrody i nominacje
| Rok  | Nagroda      | Kategoria                                                  | Wynik     |
| ---- | ------------ | ---------------------------------------------------------- | --------- |
| 2017 | Złota Malina | Najgorszy film (Charles Roven i Deborah Snyder)            | Nominacja |
| 2017 | Złota Malina | Najgorszy reżyser (Zack Snyder)                            | Nominacja |
| 2017 | Złota Malina | Najgorszy scenariusz (Chris Terrio i David S. Goyer)       | Wygrana   |
| 2017 | Złota Malina | Najgorszy aktor (Henry Cavill)                             | Nominacja |
| 2017 | Złota Malina | Najgorszy aktor (Ben Affleck)                              | Nominacja |
| 2017 | Złota Malina | Najgorszy aktor drugoplanowy (Jesse Eisenberg)             | Wygrana   |
| 2017 | Złota Malina | Najgorsze ekranowe połączenie (Henry Cavill i Ben Affleck) | Wygrana   |
| 2017 | Złota Malina | Najgorszy sequel, prequel, remake lub plagiat              | Wygrana   |